# Sefro
Sefro – miejscowość i gmina we Włoszech, w regionie Marche, w prowincji Macerata.
Według danych na rok 2004 gminę zamieszkiwały 433 osoby, 10,3 os./km².